# Solaar pleure
Singles de MC Solaar
All N My Grill
(1999) Hasta la vista
(2001)
Solaar pleure est un single de MC Solaar, extrait de l'album Cinquième As, paru en 2001.

## Réception
Solaar pleure rentre dans le classement des ventes de singles le 27 janvier 2001, une semaine après sa parution, à la cinquième position. Le single reste dans les dix meilleures places de manière consécutive durant les onze semaines suivantes, dont trois à la quatrième position. Il quitte les charts le 14 juillet 2001 à la quatre-vingt-dix-septième position. Le single sera certifié disque d'or pour plus de 250 000 exemplaires vendus (il s'en est vendu 299 000 exemplaires, selon InfoDisc).

## Titres
| CD single 1. Solaar pleure — 4:57 2. C'est ça que les gens veulent by MC Solaar featuring 9respect — 4:05 CD maxi 1. Solaar pleure — 4:57 2. C'est ça que les gens veulent by MC Solaar featuring 9respect — 4:05 3. Arkansas — 1:39 | 12" maxi 1. Solaar pleure — 4:57 2. C'est ça que les gens veulent by MC Solaar featuring 9respect — 4:05 3. Arkansas — 1:39 12" maxi - Promo - UK 1. Solaar pleure (English version) — 4:54 2. Solaar pleure (instrumental) — 4:54 3. Solaar pleure (French version) — 4:54 4. Solaar pleure (accapella) — 4:34 |

## Classement
| Charts                                  | Position |
| --------------------------------------- | -------- |
| Belgique (Wallonie Ultratop 50 Singles) | 2        |
| France (SNEP)                           | 4        |
| Suisse (Schweizer Hitparade)            | 22       |